# فيرفوريله
فيرفوريله هي قرية تقع في إقليم أراد في رومانيا. تبعد عن أراد 128 كم.

## السكان
حسب إحصائيات 2002 بلغ عدد سكان القرية 3,298 نسمة.